# Fikensolt
Fikensolt, früher auch Fikensholt ist ein Ortsteil von Westerstede, der Kreisstadt des niedersächsischen Landkreises Ammerland. Er befindet sich südlich von Westerstede selbst und hat etwa 330 Einwohner.

## Geschichte
Fikensolt wird erstmals 1127 in der Chronik des Klosters Rastede urkundlich erwähnt, in der berichtet wird, dass die Ritter von Fikensolt 1123 den Bau der St.-Petri-Kirche zu Westerstede stifteten. Das Geschlecht der Fikensolter gehörte zum Uradel und war den Grafen von Oldenburg rossdienstpflichtig.
Neben ausgedehnten Ländereien gehörten auch zahlreiche Meier und Leibeigene in den Grafschaften Oldenburg und Delmenhorst zum Fikensolter Gut. Der Stammsitz des Geschlechts war eine Gräftenburg, die vermutlich schon vor 1123 errichtet wurde. An seiner Stelle wurde im 18. Jahrhundert das heutige Schloss Fikensolt errichtet.
In unmittelbarer Nachbarschaft zum Schloss befand sich das Haus Kobrink, das seit 1587 der Familie von Kobrink gehörte, die ihren Stammsitz auf Gut Altenoythe hatte und die weitere Gutshöfe und Ländereien in Westfalen besaß. Der Hof war unter anderem an den ehemaligen Amtmann Anton Günther Maxwell verpachtet, der zuvor seinem Amtssitz in Burgforde hatte und diesen nach seiner Absetzung 1677 räumen musste.

## Die Braut von Fikensolt
Einer Sage nach gab es eine lange Fehde zwischen den Junkern von Fikensolt und Wittenheim (Burgforde). Um die Streitigkeiten zu beenden, wollte der Junker von Fikensolt die Tochter des Junkers von Wittenheim zur Frau nehmen. Doch als die Braut am Hochzeitsmorgen nach Fikensolt kam, um ihren Bräutigam abzuholen, wurde ihr mitgeteilt, dass der Junker von der Haushälterin aus Eifersucht vergiftet worden und kurz zuvor gestorben war.
Die Sage basiert auf der Geschichte von Johann von Waddewarden. Sein Vater Hedde hatte Schloss Fikensolt 1613 nach dem Tod des ohne männlichen Nachkommen gebliebenen letzten Junkers von Fikensolt, Johann, geerbt. Johann von Waddewarden blieb zeitlebens Junggeselle. Doch als er im Alter von 53 Jahren doch noch heiraten wollte, starb er ausgerechnet am Morgen der geplanten Hochzeit.